# Ananku
Ananku 安南空 är en kata från okinawansk karate. Dess historia inom kampkonst från Okinawa är relativt kort i jämförelse med andra kata, eftersom den utarbetades av Kyan Chōtoku. Innebörden är "Ljus från Södern" eller "Frid från Södern", eftersom den tänks ta sin början, när Kyan återvände från en resa till Taiwan.
Det som gör denna kata speciell är dess offensiva och defensiva tekniker i zenkutsu dachi och naname zenkutsu dachi (även känd som böjd främre benställning eller ryo-hanchin dachi på okinawanska). Katan introducerar också naname zenkutsu dachi i Shōrin-ryū och Matsubayashi-ryū. Den är även den första Shōrin/Matsubayashi-ryū katan, som börjar med en centrerad blockerande rörelse åt båda sidor om kroppen. Man skulle kunna hävda att denna kata introducerar den dubbla nedåtriktade underarmsblocken.

## Genealogi
|            |           |           |           |           |           |  |  |                  |                  |                  |                  |                  |                  |  |  |                  |                  | Tomari-te        |                  |                  |                  |  |  |          |          |          |          |          |          |  |  |  |  |  |  |           |  |
|            |           |           |           |           |           |  |  |                  |                  |                  |                  |                  |                  |  |  |                  |                  |                  |                  |                  |                  |  |  |          |          |          |          |          |          |  |  |  |  |  |  |           |  |
|            |           |           |           |           |           |  |  |                  |                  |                  |                  |                  |                  |  |  |                  |                  |                  |                  |                  |                  |  |  |          |          |          |          |          |          |  |  |  |  |  |  |           |  |
|            |           |           |           |           |           |  |  |                  |                  | Shōrin-ryū       |                  |                  |                  |  |  |                  |                  |                  |                  |                  |                  |  |  |          |          |          |          |          |          |  |  |  |  |  |  |           |  |
|            |           |           |           |           |           |  |  |                  |                  |                  |                  |                  |                  |  |  |                  |                  |                  |                  |                  |                  |  |  |          |          |          |          |          |          |  |  |  |  |  |  | Uechi-ryu |  |
|            |           |           |           |           |           |  |  |                  |                  |                  |                  |                  |                  |  |  |                  |                  |                  |                  |                  |                  |  |  |          |          |          |          |          |          |  |  |  |  |  |  |           |  |
| Shitō-ryū  | Shitō-ryū | Shitō-ryū | Shitō-ryū | Shitō-ryū | Shitō-ryū |  |  | Shindo jinen ryu | Shindo jinen ryu | Shindo jinen ryu | Shindo jinen ryu | Shindo jinen ryu | Shindo jinen ryu |  |  | Matsubayashi-ryu | Matsubayashi-ryu | Matsubayashi-ryu | Matsubayashi-ryu | Matsubayashi-ryu | Matsubayashi-ryu |  |  | Seibukan | Seibukan | Seibukan | Seibukan | Seibukan | Seibukan |  |  |  |  |  |  |           |  |
| Shitō-ryū  | Shitō-ryū | Shitō-ryū | Shitō-ryū | Shitō-ryū | Shitō-ryū |  |  | Shindo jinen ryu | Shindo jinen ryu | Shindo jinen ryu | Shindo jinen ryu | Shindo jinen ryu | Shindo jinen ryu |  |  | Matsubayashi-ryu | Matsubayashi-ryu | Matsubayashi-ryu | Matsubayashi-ryu | Matsubayashi-ryu | Matsubayashi-ryu |  |  | Seibukan | Seibukan | Seibukan | Seibukan | Seibukan | Seibukan |  |  |  |  |  |  |           |  |
| Hayashi-ha |           |           |           |           |           |  |  |                  |                  |                  |                  |                  |                  |  |  |                  |                  |                  |                  |                  |                  |  |  |          |          |          |          |          |          |  |  |  |  |  |  |           |  |